# Bernard Jungmann
Bernard Jungmann (* 1. März 1833 in Münster; † 12. Januar 1895 in Löwen) war ein deutscher Theologe.

## Leben
Wie er traten zwei seiner Brüder in den katholischen Klerus ein, einer trat der Gesellschaft Jesu bei (Josephus Jungmann) und der andere wurde Missionar in den Vereinigten Staaten. Nachdem er sein Studium an den öffentlichen Schulen seiner Heimatstadt mit glänzendem Erfolg abgeschlossen hatte, trat er durch Vermittlung des Bischofssekretärs, später Kardinal Melchers, in das Pontificium Collegium Germanicum et Hungaricum de Urbe ein und machte seine philosophischen und theologischen Studien an der Gregoriana. 1854 erhielt er den Doktor der Philosophie. Er wurde am 8. Juni 1857 in Rom zum Priester geweiht und erhielt zwei Jahre später den Doktor der Theologie.
Anschließend kehrte er nach Deutschland zurück und arbeitete kurze Zeit als Kaplan in der Kirche St. Aldegundis (Emmerich). Jean-Baptiste Malou, Bischof von Brügge, 1854 in Rom, als Jungmann die philosophische Dissertation öffentlich verteidigte, berief ihn im September 1861 an den Lehrstuhl für Philosophie im Petit Séminaire in Roeselare. Vier Jahre später (1865) wurde er Professor für Theologie am kirchlichen Seminar in Brügge. Seine Ernennung zum Lehrstuhl für Kirchengeschichte an der Universität Leuven als Nachfolger von G. Henry Wouters eröffnete 1871 ein breiteres Feld für seine großen Fähigkeiten.

## Schriften (Auswahl)
- Tractatus de deo uno et trino. Regensburg 1870.
- Tractatus de novissimis. Regensburg 1871.
- Tractatus de verbo incarnato. Regensburg 1873.
- Tractatus de gratia. Regensburg 1874.